# Краснянка (река)
Краснянка или Красный Мыс (укр. Краснянка, Красний Мис) — левый приток Ромена, расположенный на территории Прилукского района (Черниговская область, Украина).

## География
Длина — 4,5 км. Площадь бассейна — н/д км².
Русло извилистое, местами пересыхает, приустьевая часть русла выпрямлена в канал (канализировано). Есть пруды.
Берёт начало от двух ручьёв севернее села Красный Колядин. Река течёт на юг. Впадает в Ромен южнее села Красный Колядин.
Притоки (от истока к устью): безымянные ручьи
Населённые пункты на реке (от истока к устью):
1. Красный Колядин